# Саторнилиане

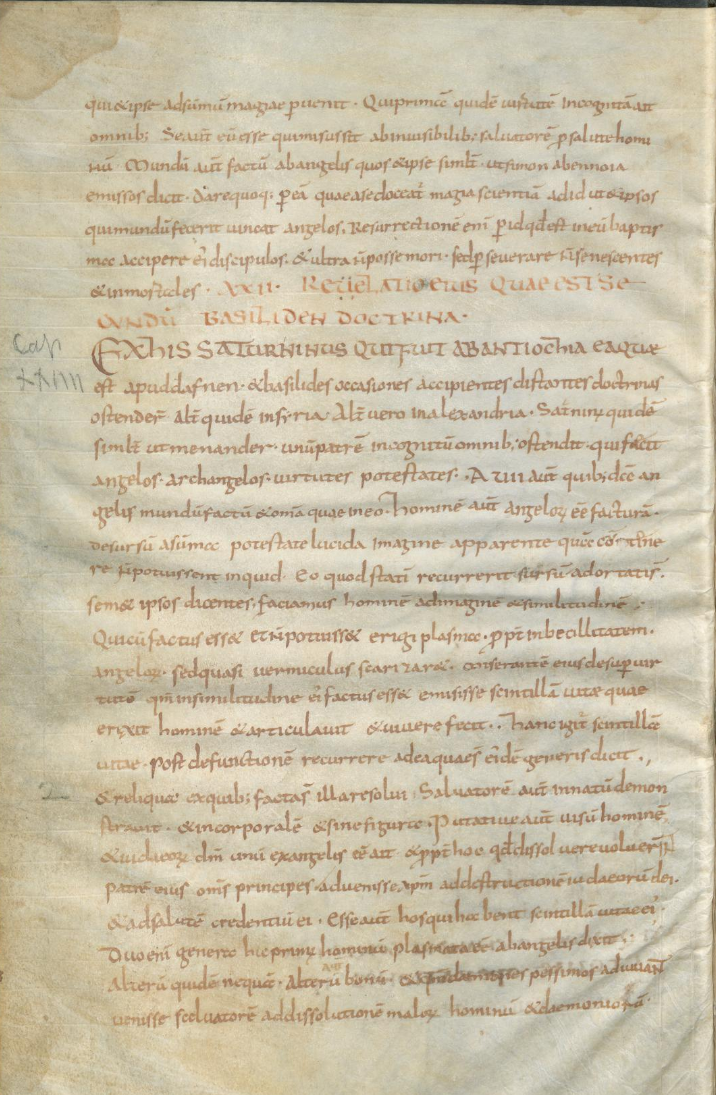
Ириней Лионский в книге «Обличение и опровержение лжеименного знания» об учении саторнилиан. Латинская рукопись 9 века. Берлинская государственная библиотека

Саторнилиа́не или сатурнилиа́не (др.-греч. σατορνιλιανοί; лат. saturniniani; ст.‑слав. сатоурънилиꙗне) — еретики I века, названные по имени основателя их учения — Сатурнила.
Саторнилиане описаны Епифанием в Панарионе в числе 80 ересей и Иоанном Дамаскиным в книге О ста ересях вкратце, у обоих авторов это 23-я ересь. Саторнилиане описаны Августином в книге «De Haeresibus ad Quodvultdeum Liber Unus» и безымянным автором трактата «Предестинат» (лат. Praedestinatus); у обоих авторов это 3-я ересь. Филастрий в книге «Liber de Haeresibus» посвятил Сатурнилу 31-ю главу. Саторнил учился вместе с Василидом у Менандра, но создал своё учение, отличное от учения Менандра.
Учение Сатурнила — это одно из направлений гностицизма. Согласно Саторнилу, существовал один никому «неведомый Отец» (др.-греч. Πατὴρ ἄγνωστος), он сотворил ангелов, архангелов, силы и власти. Семь ангелов создали мир и всё, что в нём существует. Человек — также творение ангелов, которые не могли удержать светлого образа, явившегося от высшей силы, так как он опять вознёсся, советовались друг с другом и говорили: «Сотворим человека по образу нашему и по подобию нашему» (Быт. 1:26).
Когда человек был сотворён, то его тело по слабости ангелов не могло стоять прямо, но он как червь ползал; в это время высшая сила сжалилась над человеком и послала искру жизни, так как он сотворён по Его подобию. Искра жизни выпрямила человека, сделала подвижным и оживила. Эта искра жизни возвращается после смерти к тому, что единородно с нею; прочее же разлагается на свои первоначальные составные части.
Спаситель не рождён, бестелесный, не имеет вида, и только призрачно казался человеком. Бог иудеев есть один из ангелов. Все князья хотели уничтожить Отца Христа. Спаситель, которого Саторнил называет эоном или разумом (др.-греч. νοῦς), явился для уничтожения Бога иудейского — Демиурга и для спасения верующих в него, для тех, кто имеет ту искру жизни.
Саторнил — первый, кто учил, что ангелами сотворены два вида людей, добрые и злые. Демоны помогали злым людям, а Спаситель пришёл для уничтожения злых людей и демонов и для спасения добрых.
Брак и рождение детей — от сатаны. Иисус Христос открыл добрым душам путь к Богу Отцу, желающие возвратиться к Богу должны отказаться от супружества и рождения детей, так как они от сатаны. Некоторые саторнилиане воздерживались от мяса животных.
Согласно Саторнилу, некоторые пророчества произошли от ангелов, сотворивших мир, а другие от сатаны — Бога иудейского — противника миросоздателей.